# Temporada de huracanes en el Atlántico de 1997
La temporada de huracanes en el Atlántico de 1997 fue el período anual de la formación de los ciclones tropicales. Se inició oficialmente el 1 de junio de 1997, y duró hasta el 30 de noviembre de 1997. Estas fechas convencionalmente delimitan el período de cada año cuando la mayoría de ciclones tropicales se forman en la cuenca atlántica.
La temporada de 1997 fue poca activa, Sólo hubo siete tormentas nombradas (ocho en total). Fue la primera vez desde la temporada de 1961 que no hubo ciclones tropicales activos en la cuenca del Atlántico durante todo el mes de agosto. Un fenómeno de El Niño muy fuerte se asoció con la reducción del número de tormentas en el Atlántico, mientras que hubo un aumento del número de ciclones y tifones en el Pacífico con 19 y 29 tormentas, respectivamente. Como es común en los años de El Niño, los ciclones tropicales, fueron suprimidos en las latitudes tropicales, con sólo dos tormentas tropicales al sur de la latitud 25° N.
El huracán Danny mató a cuatro personas, y causó un daño estimado de 100 millones de dólares, cuando tocó tierra cerca de la desembocadura del río Misisipi. El huracán Erika, el más fuerte de la temporada, pasó a 135 km (84 mi) de las Antillas Menores, lo suficientemente lejos para evitar que el huracán llegara a tierra. No hubo efectos en tierra por parte de Ana, Bill, Claudette, Fabian y Grace.

## Tormentas
Cronología de la actividad tropical del Atlántico en 1997 en la temporada de huracanes

### Tormenta Subropical Sin Nombre
Una depresión subtropical se formó el 1 de junio, apatir de un área de baja presión, que se formó el 31 de mayo. Alcanzó fuerza de tormenta subtropical 6 horas más tarde, mientras se desplazaba rápidamente paralelo a la costa este de los Estados Unidos.A pesar de las desfavorables condiciones, alcanzó un pico de 80 km/h la tarde del 1 de junio mientras se alejaba de la costa de Carolina del Norte.
La tormenta giró hacia el este y se convirtió en extratropical la tarde del 2 de junio, mientras que al sureste de Massachusetts, cuando se fusionó con un frente frío. Desde el punto de vista operacional, fue tratada como una baja frontal, pero en el posanálisis fue clasificada como una tormenta subtropical sin nombre.

### Tormenta Tropical Ana
Un sistema frontal de baja presión se desarrolló frente a las costas de Carolina del Sur en la depresión tropical Uno el 30 de junio. Se trasladó lentamente hacia el este, y alcanzó la condición de tormenta tropical el 1 de julio. Con unos vientos máximos de 85 km/h (53 mph). Ana se debilitó a una depresión tropical el 3, y se convirtió en extratropical sobre el 4 en la zona occidental del océano Atlántico. No se informó de daños y Ana nunca afectó a tierra.

### Huracán Bill
A principios de julio, una gran borrasca se desarrolló al noreste de Puerto Rico. La convección aumentó sobre un frente de bajo presión. Esto permitió organizar un centro dentro de la convección, y se clasificó en una depresión tropical cerca de las Bahamas el 11 de julio. A pesar de que tenía una alta presión de 1013mb, el sistema estaba en una zona de altas presiones, y alcanzó fuerza de tormenta tropical más tarde el día 11 en condiciones favorables. Bill se movió con rapidez hacia el noreste y alcanzó la categoría de huracán el día 12 sobre las aguas cada vez más frías, desafiando las previsiones de su desaparición. De las frías aguas salió debilitado a una tormenta tropical el 13 de julio, y fue absorbido por un frente más tarde ese día. Una advertencia de tormenta tropical fue emitida para las Bermudas, pero Bill pasó por la isla sin ningún incidente.

### Tormenta tropical Claudette
El sistema frontal que absorbió al huracán Bill se desarrolló en un frente no tropical en la costa de Carolina del Sur el 11 de julio. Cambió su rumbo hacia el este, y poco a poco adquirió características tropicales. Una circulación de bajo nivel se desarrolló, y el sistema se convirtió en la depresión tropical Tres, el día 13 mientras se encontraba a 500 kilómetros (311 mi) al sursureste de Cabo Hatteras, Carolina del Norte. La convección siguió organizándose alrededor del centro, y la depresión se fortaleció en la tormenta tropical Claudette más tarde el mismo 13. Después de alcanzar unos vientos de 75 km/h (47 mph), la tormenta se encuentra al suroeste de un frente. La tormenta luchó por mantener su intensidad a medida que avanza hacia el noreste. Claudette se volvió hacia el este, donde se debilitó a depresión tropical el día 16. La tormenta nuevamente se intensificó en una tormenta tropical, pero se fusionó con el frente frío más tarde el día 16. Como un frente, la tormenta extratropical persiste hasta que se disipó cerca de las islas Azores el 23 de julio.
La tormenta causó corrientes de resaca severa en Connecticut, causando un herido grave. 

### Huracán Danny
Un grupo de tormentas no tropicales se organizó en una borrasca tropical sobre el norte del golfo de México a mediados de julio. El 17 de julio, esta borrasca se había fortalecido en la tormenta tropical Danny. Danny se trasladó al estenoreste, y alcanzó fuerza de huracán justo antes de tocar tierra cerca de Buras (Luisiana). Debido a la estrechez de ese pedazo de tierra, la mayoría de Danny se mantuvo por encima del agua y perdió poca fuerza, y tocó tierra cerca de Mullet Point, Alabama el 19 de julio. Después de estancarse durante un día, Danny se trasladó hacia el norte y se debilitó a depresión tropical. La depresión se dirigió hacia el norte a través de Alabama, luego se volvió hacia el este y surgió en el océano Atlántico cerca de la frontera entre Carolina del Norte  y  Virginia el 24 de julio. La depresión de inmediato alcanzó fuerza de tormenta tropical. Danny giró hacia el norte, y llegó a 50 kilómetros (27 nmi) de la isla Nantucket el 26 de julio. A continuación, se volvió hacia el mar y fue absorbido por un frente el 27 de julio. El huracán Danny causó cuatro muertes directas, y 100 millones de dólares en daños.

### Depresión Tropical Cinco
La depresión tropical cinco se formó de una onda tropical que surgió de la costa oeste de África el 11 de julio. La onda se desplazó hacia el oeste a través del Atlántico tropical y finalmente comenzó a mostrar pruebas consistentes de un centro de sistema de nube. Convección asociada con la onda se concentró el 17 de julio, y se estima que la perturbación se convirtió en la depresión tropical cinco alrededor de 880 km al este de Barbados.
La depresión tropical se trasladó hacia el oesnoroeste. Desde principios del 19 de julio se degeneró en onda tropical.
La depresión pudo brevemente alcanzar la fuerza de tormenta tropical antes de que se debilitara. La onda tropical continuó hacia el oeste sin regenerarse y perdió su identidad el 23 de julio en el este del golfo de México.

### Huracán Erika
Erika se desarrollado a partir de una onda tropical el 3 de septiembre. Se desplazó hacia el oesnoroeste, y se intensificó de manera constante para alcanzar la categoría de huracán el 4 de septiembre. Erika pasó a una corta distancia al norte de las Antillas Menores, y luego giró hacia el norte. El huracán rápidamente se fortaleció y llegó a tener vientos máximos de 205 km/h (127 mph) el 8 de septiembre, y después de mantener la fuerza máxima durante 24 horas Erika se debilitó sobre las aguas más frías. Se giró hacia el este, se debilitó a una tormenta tropical y se convirtió en extratropical después de pasar cerca de las islas Azores.
El huracán produjo lluvias ligeras y vientos en todo el norte de las Antillas Menores. El paso de Erika trajo una nube de cenizas a Antigua de la erupción del volcán Soufriere Hills de Montserrat, una rara ocurrencia. El fuerte oleaje producido por el huracán produjo erosión de las playas e inundaciones costeras en el norte de Puerto Rico, y también mató a dos surfistas. Ráfagas de viento moderado en Puerto Rico dejó a miles de personas sin electricidad, y el huracán dio lugar a 10 millones (1997 USD 12,6 millones de dólares 2006) en daños en el Caribe de los Estados Unidos. Erika también produjo fuertes vientos y lluvias ligeras en las Azores. Erika fue el único ciclón tropical en el océano Atlántico en los meses de agosto y septiembre, la primera vez que ocurría desde 1929.

### Tormenta tropical Fabian
Fabián se formó al norte de Puerto Rico el 5 de octubre. Se trasladó al noreste y se convirtió en extratropical el 8 de octubre. Fabián no causó ningún daño directo. Intensas lluvias que cayeron sobre las Antillas Menores podrían haber causado algunos daños menores.

### Tormenta tropical Grace
Un frente extratropical se formó justo al norte de La Española el 15 de octubre, y al día siguiente adquirido suficientes características tropicales para ser clasificado como una tormenta tropical. Se trasladó al estenoreste, hasta que fue absorbida por otro sistema el 17 de octubre. La tormenta tropical Grace no causó daños.
Las lluvias torrenciales en Puerto Rico, alcanzaron un máximo de 320 mm (13 plg) en Aibonito.

## Energía Ciclónica Acumulada (ECA)
| ACE (104kt2) – Storm: Source | ACE (104kt2) – Storm: Source | ACE (104kt2) – Storm: Source | ACE (104kt2) – Storm: Source | ACE (104kt2) – Storm: Source | ACE (104kt2) – Storm: Source |
| ---------------------------- | ---------------------------- | ---------------------------- | ---------------------------- | ---------------------------- | ---------------------------- |
| 1                            | 26,64                        | Erika                        | 5                            | 1,34                         | Fabian                       |
| 2                            | 5,98                         | Danny                        | 6                            | 1,33                         | Ana                          |
| 3                            | 2,33                         | Bill                         | 7                            | 0,895                        | Grace                        |
| 4                            | 1,57                         | Claudette                    |                              |                              |                              |
| Total: 40,085                |                              |                              |                              |                              |                              |

La tabla a la derecha muestra la Energía Ciclónica Acumulada (ECA) para cada ciclón tropical formado durante la temporada. El ECA es, a grandes rasgos, una medida de la energía del huracán multiplicado por la longitud del tiempo que existió, así como de huracanes particularmente intensos. Cuanto más tiempo dure y más intenso sea el huracán conllevará una ECA más alta. El valor de ECA sólo se calcula para sistemas tropicales de 34 nudos (39 mph, 63 km/h) o más y tormentas tropicales fuertes.

## Nombres de las Tormentas
Los siguientes nombres fueron usados para nombrar las tormentas que se formaron en el Atlántico Norte en el 1997. Es la misma lista usada para la temporada de 1991, excepto por Bill, que sustituye a Bob. Esta lista será usada de nuevo en la temporada de 2003, salvo los nombre retirados. La tormenta Bill fue nombrada por primera vez en 1997. Los nombres que no han sido usados en esta temporada están marcados con gris.
| - Ana - Bill - Claudette - Danny - Erika - Fabian - Grace | - Henri (sin usar) - Isabel (sin usar) - Juan (sin usar) - Kate (sin usar) - Larry (sin usar) - Mindy (sin usar) - Nicholas (sin usar) | - Odette (sin usar) - Peter (sin usar) - Rose (sin usar) - Sam (sin usar) - Teresa (sin usar) - Victor (sin usar) - Wanda (sin usar) |

### Nombres retirados
La Organización Meteorológica Mundial no retiró ningún nombre de los usados en 1997 por considerarse que ningún huracán provocó daños mayores y perdidas humanas considerables.

## Estadísticas de la temporada
Esta es una tabla de las tormentas en 1992 y sus entradas en tierra, si las hubiere. Las muertes entre paréntesis son adicionales e indirectas (un ejemplo de una muerte indirecta sería un accidente de tráfico), pero que están relacionadas con la tormenta. Los daños y las muertes totales incluyen también mientras el fenómeno es tormenta extratropical o onda o borrasca.
| Escala de huracanes de Saffir-Simpson                                               |
| Depresión tropical - Tormenta tropical - Cat. 1 - Cat. 2 - Cat. 3 - Cat. 4 - Cat. 5 |

| Nombre                  | Fechas activo             | Categoría de tormenta en intensidad máxima | Vientos máx. (km/h) | Presión min (hPa) | ACE    | Áreas afectadas          | Áreas afectadas | Áreas afectadas   | Daños (en millones USD) | Muertos |
| Nombre                  | Fechas activo             | Categoría de tormenta en intensidad máxima | Vientos máx. (km/h) | Presión min (hPa) | ACE    | Lugar                    | Fecha           | Vientos (km/h)    | Daños (en millones USD) | Muertos |
| ----------------------- | ------------------------- | ------------------------------------------ | ------------------- | ----------------- | ------ | ------------------------ | --------------- | ----------------- | ----------------------- | ------- |
| Ana                     | 30 de junio-4 de julio    | Tormenta tropical                          | 80 km/h (50 mph)    | 1000              | 1,33   | Ninguno                  | Ninguno         | Ninguno           | ninguno                 | 0       |
| Bill                    | 11-13 de julio            | Huracán categoría 1                        | 120 km/h (75 mph)   | 986               | 2,33   | Ninguno                  | Ninguno         | Ninguno           | ninguno                 | 0       |
| Claudette               | 13-16 de julio            | Tormenta tropical                          | 70 km/h (43 mph)    | 1003              | 1,57   | Ninguno                  | Ninguno         | Ninguno           | ninguno                 | 0       |
| Danny                   | 16-26 de julio            | Huracán categoría 1                        | 130 km/h (81 mph)   | 984               | 5,98   | Río Misisipi             | 18 de julio     | 120 km/h (75 mph) | 100                     | 4 (5)   |
| Danny                   | 16-26 de julio            | Huracán categoría 1                        | 130 km/h (81 mph)   | 984               | 5,98   | Isla Dauphin, Alabama    | 19 de julio     | 130 km/h (81 mph) | 100                     | 4 (5)   |
| Danny                   | 16-26 de julio            | Huracán categoría 1                        | 130 km/h (81 mph)   | 984               | 5,98   | Condado Baldwin, Alabama | 19 de julio     | 130 km/h (81 mph) | 100                     | 4 (5)   |
| Danny                   | 16-26 de julio            | Huracán categoría 1                        | 130 km/h (81 mph)   | 984               | 5,98   | Nantucket, Massachusetts | 25 de julio     | 80 km/h (50 mph)  | 100                     | 4 (5)   |
| Cinco                   | 17-19 de julio            | Depresión tropical                         | 35 mph (56 km/h)    | 1008              | N/A    | Ninguno                  | Ninguno         | Ninguno           | ninguno                 | 0       |
| Erika                   | 3-20 de septiembre        | Huracán categoría 3                        | 205 km/h (127 mph)  | 946               | 26,64  | Antillas Menores         | 7 de septiembre | 85                | 10                      | 2       |
| Fabian                  | 5-8 de octubre            | Tormenta tropical                          | 65 km/h (40 mph)    | 1004              | 1,34   | Ninguno                  | Ninguno         | Ninguno           | menor                   | 0       |
| Grace                   | 16-17 de octubre          | Tormenta tropical                          | 70 km/h (43 mph)    | 999               | 0,895  | Ninguno                  | Ninguno         | Ninguno           | ninguno                 | 0       |
| Totales de la temporada |                           |                                            |                     |                   |        |                          |                 |                   |                         |         |
| '8 ciclones'            | 30 de junio-17 de octubre |                                            | 205 km/h (127 mph)  | 946               | 40,085 | '                        | '               | '                 | '110'                   | '6 (5)' |